# Alte Verbindungsbahn Leipzig
| |                      |                                                             |                                                             |
| Streckenlänge: | ca. 5 km             |                                                             |                                                             |
| Spurweite: | 1435 mm (Normalspur) |                                                             |                                                             |
| |                      |                                                             |                                                             |
| \| \| \| Leipzig Dresdner Bahnhof \| \| \| \| \| nach Dresden \| \| \| \| \| Verbindungsgleise zum Magdeburger und zum Thüringer Bahnhof \| \| \| \| \| Verbindungsgleis zum Berliner Bahnhof \| \| \| \| \| damalige Strecke Leipzig–Dresden \| \| \| \| \| Leipzig–Eilenburg (ab 1874) \| \| \| \| \| Leipzig Bayerischer Bahnhof \| \| \| \| \| \| \| \| \| \| nach Hof \| \| \| \| \| \| \| \| Stand 1860 zzgl. der 1874 in Betrieb genommenen, querenden Strecke zum Eilenburger Bahnhof. Die Einbindung in den Dresdner Bahnhof wurde in den späten 1860er Jahren offenbar umgebaut, siehe Stadtplan von 1871. \| \| \| \| |                      |                                                             |                                                             |
| Kopfbahnhof Streckenanfang (Strecke außer Betrieb) |                      | Leipzig Dresdner Bahnhof                                    | Leipzig Dresdner Bahnhof                                    |
| Abzweig geradeaus und nach rechts (Strecke außer Betrieb) |                      | nach Dresden                                                | nach Dresden                                                |
| Abzweig geradeaus und von links (Strecke außer Betrieb) |                      | Verbindungsgleise zum Magdeburger und zum Thüringer Bahnhof | Verbindungsgleise zum Magdeburger und zum Thüringer Bahnhof |
| Abzweig geradeaus und von links (Strecke außer Betrieb) |                      | Verbindungsgleis zum Berliner Bahnhof                       | Verbindungsgleis zum Berliner Bahnhof                       |
| Kreuzung geradeaus oben (Strecken außer Betrieb) |                      | damalige Strecke Leipzig–Dresden                            | damalige Strecke Leipzig–Dresden                            |
| Kreuzung (Strecken außer Betrieb) |                      | Leipzig–Eilenburg (ab 1874)                                 | Leipzig–Eilenburg (ab 1874)                                 |
| Kopfbahnhof Streckenanfang (Strecke außer Betrieb) · Strecke (außer Betrieb) |                      | Leipzig Bayerischer Bahnhof                                 | Leipzig Bayerischer Bahnhof                                 |
| Abzweig geradeaus und von links (Strecke außer Betrieb) · Strecke nach rechts (außer Betrieb) |                      |                                                             |                                                             |
| Strecke (außer Betrieb) |                      | nach Hof                                                    | nach Hof                                                    |
| |                      |                                                             |                                                             |
| Stand 1860 zzgl. der 1874 in Betrieb genommenen, querenden Strecke zum Eilenburger Bahnhof. Die Einbindung in den Dresdner Bahnhof wurde in den späten 1860er Jahren offenbar umgebaut, siehe Stadtplan von 1871. |                      |                                                             |                                                             |

Die Alte Verbindungsbahn war eine rund 5 km lange eingleisige, ursprünglich nur für den Güterverkehr angelegte Bahnstrecke in Leipzig, welche den Bayerischen Bahnhof im Süden der Stadt zunächst mit dem Dresdner, später auch mit dem Magdeburger, dem Thüringer und dem Berliner Bahnhof im Norden der Stadt verband.

## Geschichte
Die ab 1847 von der Sächsisch-Bayerischen Staatseisenbahn geplante und gebaute eingleisige Verbindungsbahn ging am 20. Juli 1851, fünf Tage nach dem abschließenden Lückenschluss der Sächsisch-Bayerischen Eisenbahn zwischen Reichenbach und Plauen im Vogtland, in Betrieb. Konzipiert war die Strecke für den Austausch von Güterwagen, im Reiseverkehr war zwischen den Kopfbahnhöfen der einzelnen Bahngesellschaften Umsteigen vorgesehen. Ab 1859 diente die Verbindungsstrecke schließlich auch dem Personenverkehr, die Bahngesellschaften übergaben sich seitdem einzelne Kurswagen.
Nach 1859 wurde der Berliner Bahnhof durch einen Abzweig direkt angeschlossen. Bis 1870 stieg der Verkehr auf der Strecke stark an, so dass diese den Anforderungen nicht mehr gerecht wurde. Durch die rasante Ausdehnung der Stadt entstanden außerdem viele gefährliche, niveaugleiche Straßenkreuzungen. Deshalb wurde ab 1873 der Bau einer neuen Verbindungsbahn geplant. Mit der Inbetriebnahme dieser neuen Verbindungsbahn am 20. August 1878 wurde die alte Strecke stillgelegt und abgebaut.

## Streckenbeschreibung

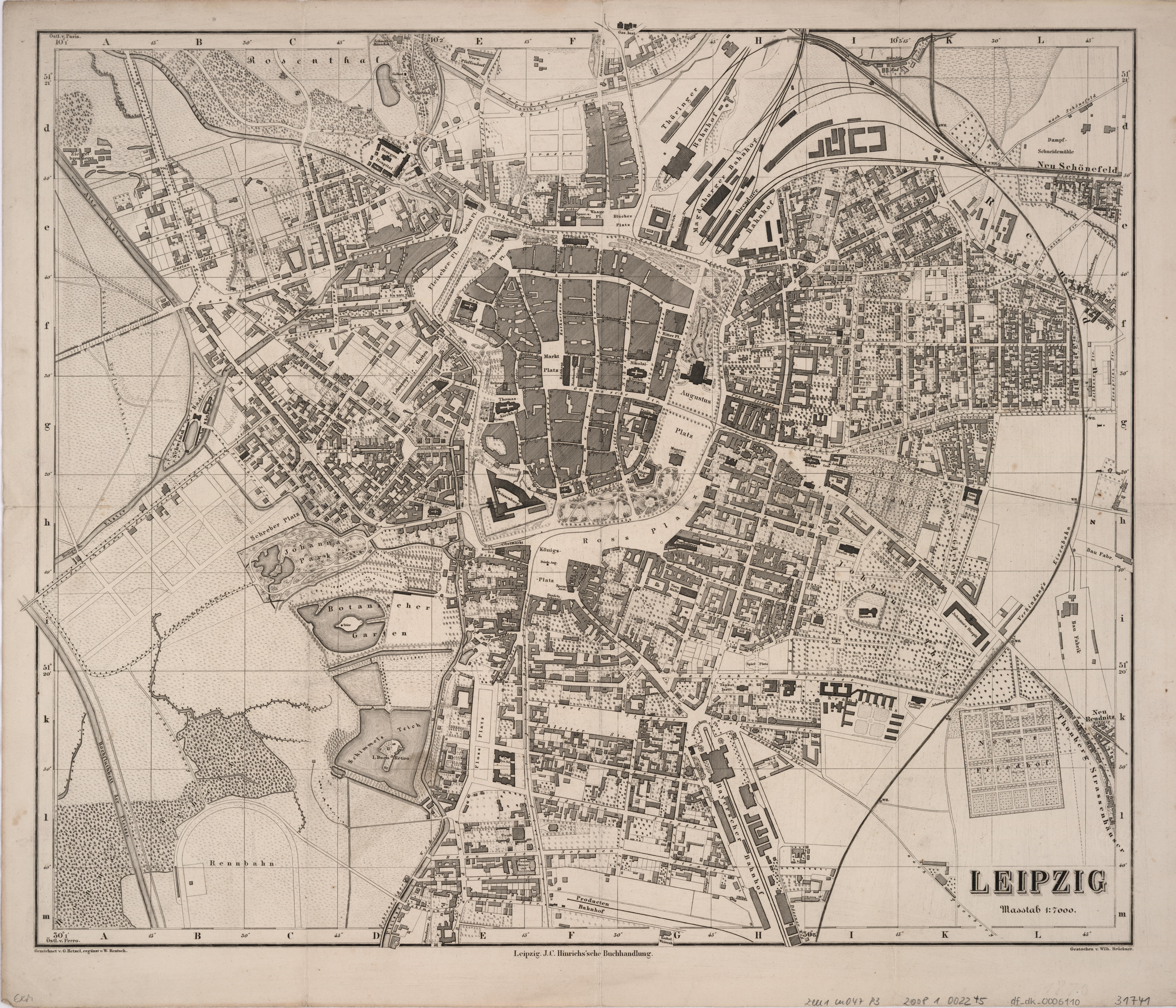
Die Verbindungsbahn auf einem Stadtplan von 1871 (am rechten Bildrand), noch ohne die querende Strecke zum späteren Eilenburger Bahnhof

Die Strecke war mit einer Spitzkehre in den Bayerischen Bahnhof eingebunden. Sie führte in einem Bogen östlich um die Leipziger Ostvorstadt herum, unter anderem im Zuge der heutigen Johannisallee. Sie querte niveaugleich den Ostplatz, im weiteren Verlauf ab 1874 ebenfalls niveaugleich die damals in Betrieb genommene Eilenburger Eisenbahn. Sie querte weiterhin den Täubchenweg und die Dresdner Straße niveaugleich und weiter nördlich mittels einer Brücke die damalige Trasse der Strecke nach Dresden, heute die Eisenbahnstraße. Im weiteren Verlauf verzweigte sie sich in mehrere Arme, die zunächst zum Dresdner Bahnhof und zum Magdeburger Bahnhof, später auch zum Thüringer Bahnhof führten. Nach 1859 kam ein vierter Arm zum Berliner Bahnhof hinzu.

## Streckenlänge
Eine zeitgenössische Quelle gab die Länge der Strecke mit 0,65 Meilen an. In einer anderen, jüngeren Quelle wird die Streckenlänge mit exakt 5,00 km beziffert, in einer dritten Quelle ist etwas weniger präzise von 5 km die Rede.